# Sawantwadi
Sawantwadi (o Savantvadi) è una città dell'India di 22.871 abitanti, situata nel distretto di Sindhudurg, nello stato federato del Maharashtra. In base al numero di abitanti la città rientra nella classe III (da 20.000 a 49.999 persone).

## Geografia fisica
La città è situata a 15° 54' 0 N e 73° 49' 0 E e ha un'altitudine di 112 m s.l.m..

## Società

### Evoluzione demografica
Al censimento del 2001 la popolazione di Sawantwadi assommava a 22.871 persone, delle quali 11.536 maschi e 11.335 femmine. I bambini di età inferiore o uguale ai sei anni assommavano a 2.390, dei quali 1.262 maschi e 1.128 femmine. Infine, coloro che erano in grado di saper almeno leggere e scrivere erano 18.742, dei quali 9.792 maschi e 8.950 femmine.